# Хасо фон Мантојфел
Хасо–Екард фрајхер фон Мантојфел (14. јануар 1897—24. септембар 1978) је био немачки војник и политичар из друге половине 20. века.
Служио је у оба светска рата, а у Другом светском рату био је одликовани генерал. Био је тенковски командант познат по својим тактичким вештинама и био је један од само 27 носилаца Витешког крста са храстовим лишћем, мачевима и дијамантима. После рата изабран је у Бундестаг. Био је заговорник поновног наоружавања Немачке, а предложио је термин за ново име немачке војске после Другог светског рата — Бундесвер.

## Биографија

### Младост
Хасо фон Мантојфел је рођен је 14. јануара 1897. године у Потсдаму, у близини Берлина, у Немачкој. Потицао је из пруске аристократске породице познате по политичким и војним делатностима. Као војни стратег фон Мантојфел је вештином и надасве маштовитом употребом тенковских јединица више пута успешно заустављао Савезничке офанзиве током Другог светског рата. Вероватно је после Хајнца Гудеријана и Ервина Ромела био најбољи стручњак за тактику оклопних јединица кога је Вермахт имао. Био је двадесест четврти војник од укупно двадесетседморице коме су били додељени Дијаманти за Витешки крст са Храстовим лишћем и Мачевима.

### Војна каријера

#### Рана каријера и Први светски рат
Фон Мајнтојфел је ступио у војску 1908. године као кадет војне школе. Приступио је немачкој Царској војсци 22. фебруара 1916. године као официр коњичког – хусарског пука. Његово учешће у Првом светском рату отпочело је априла 1916. године са 5. коњичким ескадроном 3. коњичког пука који је био придодат 6. Пруској пешадијској дивизији на Западном фронту. Био је рањен 12. октобра исте године током борби у Француској. Након опоравка враћа се у активни службу априла 1917. године као генералштабни официр дивизије.

#### Период између два светска рата
Када је избила револуција у Немачкој новембра 1918. године његова јединица је распоређена на стражарску дужност моста преко Рајне у Келну. Требало је да чувају мост од револуционара и на тај начин омогуће сигурно повлачење армије из Француске и Белгије у Немачку. Након распуштања Царске војске придружио се фрајкорпсу јануара 1919. године. Након оснивања Вајмарске републике прикључио се новонасталом Рајхсверу и тада је распоређен у 25. коњички пук у Ратенову маја 1919. године.
Током раних двадесетих година 20. века био је командир вода у 3. Пруском брдском пуку а касније бива постављен за ађутанта пука. 1. фебруара 1930. године постаје заповедник Техничког вода.
1. октобра 1932. године фон Мантојфел је прекомандован у 17. Баварски брдски пук у Бамбергу на дужност заповеника чете. 1. априла 1934. године био је унапређен у чин капетана а 1. октобра 1934. године поново бива прекомандован, овог пута у Брдски пук „Ерфурт“. 15. октобра 1935. године постаје командант 2. мотициклистичког стрељачког батаљона 2. оклопне дивизије којом је командовао генерал Хајнц Гудеријан. Од 1936. до 1937. године служио је као мајор у штабу 2. оклопне дивизије и као официр за обуку регрута и официрских кадета. 25. фебруара 1937. године постаје саветник у команди Оклопних трупа у Врховној команди Копнене војске, а 1. фебруара 1939. године фон Мантојфел бива упућен као предавач у штаб Друге школе оклопних трупа у Берлин-Крампницу.
Тамо је остао све до 1941. године те стога није учествовао у кампањама против Пољске, Данске, Норвешке, земаља Бенелукса, Француске и против Југославије и Грчке.

### Други светски рат

#### 1940 — 1942.
1. маја 1941. године постаје командант 1. батаљона 7. стрељачког пука у 7. оклопне дивизије. Са том јединицом служио је у 3. оклопној групи под командом генерала Хермана Хота у саставу Групе армија „Центар“ током операције „Барбароса“. 25. августа 1941. године преузима команду над 6. стрељачким пуком 7. оклопне дивизије након што је њен командант погинуо у акцији. 1. октобра 1941. године унапређен је у чин пуковника док је служио на Источном фронту.
У периоду од 15. маја до 1. јуна 1942. г. 7. оклопна дивизија бива повучена у Француску на одмор, опоравак и попуну након што је с великом муком и уз тешке губитке успела да одржи читав низ положаја у повлачаењу северно од Москве па све до Ржева, тј. Вјазме од 6./7. децембар 1941. до 2. маја 1942. 
15. јула, док је 7. оклопна дивизија још увек била у Француској, фон Мантојфел је постао командант 7. оклопно-гренадирске бригаде.

#### Северна Африка 1943.
Почетком 1943. године фон Мантојфел је био послат у Африку где је 7. фебруара постао командант новоформиране дивизије фон Броих/фон Мантојфел која је била у саставу 5. оклопне армије под командом Ханса-Јиргена фон Арнима која је припадала Групи армија „Африка“ којом је командовао фелдмаршал Ервин Ромел. Ту је фон Мантојфел учествовао у одбрамбеним операцијама током борби за Тунис предводећи серију успешних контранапада и тако пресцајући савезничке комуникације у позадини фронта и везујући савезничке снаге.
Током тих тешких борби фон Мантојфел се срушио услед исцрпљености 31. марта 1943. године и због тога је био евакуисан у Немачку. 1. маја 1943. године фон Мантојфел је унапређен у чин генерал-мајора због својих заслуга на афричком ратишту.

#### Источни фронт 1943 — 1944.
После опоравка, добија команду над 7. оклопном дивизијом 20. августа 1943. године и наслеђује свог некадашњег пертпостављеног генерал-мајора Ханса фрајхера фон Функа. Поново је на Источном фронту који се тада распадао након битке код Курска и успешне совјетске контраофанзиве. У том тренутку 7. оклопна дивизија води огорчене борбе северно од града Ачтирке али Црвена армија 25. августа ипак успева да зауазме тај град. Упркос томе што је био рањен у леђа 26. августа за време једног од совјетских ваздушних напада фон Мантојфел није желео да преда команду и повуче се у позадину већ је остао све време на положају током операција у Украјини лета 1943.
Међутим, и поред његовог апсолутног залагања 7. оклопне дивизије је морала да настави с повлачењем због вишеструке совјетске премоћи на Источном фронту. Након успешне одбране Полтаве, повлачења ка западу и преласка Дњепра код Кременчуга фон Мантојфел групише своју дивизију југоисточно од Черкасија.
Одмах након тога морао се сузбијати сваку покушај Совјета да се пребаце на леву обалу Дњепра. Но, и поред свих предузетих мера Црвена армија је 27. септембра успела да успостави мостобран у близини Перејаслава, јужно од Кијева (такође познат и као „Буркин мостобран“). 7. оклопна дивизија заједно са 20. оклопно-гренадирском дивизијом и деловима неким јединицама добила је наређење је да одбаци Совјете преко реке. Крећући се брзо уз Дњепар немачке трупе су успеле да изненаде Совјете који су се кретали ка југу а немачки тенкови су ступили директно у акцију, без развијања у нападачке група. У совјетским колонома се створио велики неред и оне су се повукле у окуку реке. Ту су успеле да се одрже и почетком октобра сви немачки напади бивају заустављени. Иако је тим контраударима совјетски мостобран био веома смањен ипак није било могуће потпуно одбацити Црвену армију на десну обалу Дњепра, међутим ни Црвена армија никако није успевала да се пробије са мостобрана.
Убрзо 7. оклопна дивизија бива пребачена на мостобран код Љутешча, северно од Кијева где је успела да заустави совјетско напредовање у околини Чернобиља. Од 4. до 24. октобра фон Мантојфел је бранио ово подручје пре но што је 7. оклопна дивизија повучена у армијску резерву на краћи одмор и попуну.
Фон Мантојфел је само привремено успео да спречи да Совјети успоставе мостобран западно од Кијева преко реке Ирпен али су и он и 7. оклопна дивизија успешно успорили дотле победоносну офанзиву Црвене армије. Но и поред свих немачких настојања совјетска 38. армија је 6. новембра заузела Кијев. Следећег дана Црвена армија је заузела Фастов. Борбене групе 7. оклопне дивизије биле су потпуно немоћне да спрече ове догађаје. Тада су све расположиве оклопне дивизије – 1. оклопна дивизија, 1. СС оклопна дивизија Телесна гарда Адолфа Хитлера, 19. оклопној дивизији (није била на располагању пре 18. новембра), 25. оклопна дивизија (ослабљена због претрпљених губитака), 2. СС оклопна дивизија Рајх – у том тренутку по снази равна слабијој борбеној групи, 68. пешадијска дивизија као и 7. оклопна дивизија, окупљене у немачки 48. оклопни корпус, који је био у саставу 4. оклопне армије. 48. оклопни корпус био је коришћен за читав низ немачких контраудара који су отпочели 15. новембра и трајали су све до 23. децембра 1943.
7. оклопна дивизија и фон Мантојфел имали су веома важну улогу у овим контраударима. За предстојећи напад 48. оклопни корпус извршио је следећи борбени распоред: 25. оклопна и 2. СС оклопна дивизија Рајх требало је да штите десни бок корпуса док су 68. пешадијска и 7. оклопна требало је да се крећу на левом боку. На центру и главном правцу напада биле су 1. оклопна и 1. СС дивизија.
С полазних положаја источно од Фастова 7. оклопна дивизија заједно са 1. оклопном дивизијом и 68. пешадијском наступала је ка Житомиру. Потребно је истаћи да су и 7. оклопна и 68. пешадијска дивизија биле су доста преморене непрекидним даноноћним напредовањем али су биле бриљантно вођене а морал им је био на висини. У ноћи између 17. и 18. новембра 7. и 1. оклопна дивизија улазе у Житомир и тако спашавају скоро потпуно опкољену 8. оклопну дивизију северно од града. Два дана касније напади се настављају ка западу, у правцу Брусилова, окружујући велике совјетске снаге. У овом нападу 7. оклопна дивизија је давала бочну подршку наступањима ка северу а ову фазу борбе окончала је 26. новембра. Следећи напад је био усмерен преко совјетских линија од запада ка истоку, северно до Житомира до Радомишља. Поново је 7. оклопна дивизија давала бочну подршку напредовању ка северу обилажењем Радомишља и образовањем својеврсног заштитног фронта на северу. У брилијантном маневру фон Мантојфел је предводећи 7. оклопну дивизију (која је у међувремену добила нова појачања) успео да напада, напредује и уништи совјетске снаге у околини Малина и тако омогући 1. оклопној и 1. СС оклопној Телесна гарда Адолфа Хитлера да заузму Радомишљ. 15. децембра 7. оклопна дивизија успоставља снажан мостобран код Малина на северној обали реке Ирше. Овај мостобран био је коришћен као једна од две полазне позиције за окруживање снага Црвене армије у околини Малина. Ове борбе су трајале до 23. децембра 1943. године. Током ових једномесечних борби 7. оклопна дивизија, а посебно њен 25. оклопни пук, била је изванредно вођена од стране генерал-мајора фон Мантојфела.
24. децембра Совјети су отпочели своју Божићну офанзиву. 7. оклопна дивизија је безуспешно покушала је да брани Житомир делимично и због огромног саобраћајног хаоса у немачким линијама снабдевања. Фон Мантојфел је ипак захваљујући својој вештини успео да се дивизија повлачи практично метар по метар. У другој седмици јануара 7. оклопна дивизија се затекла између Бередишчева и Шепетовке, северно од Острапала. Ту је била успостављена линија да краја јануара 1944. г. 26. јануара генерал-мајор фон Мантојфел одлази са места команданта 7. оклопне дивизије.
27. јануара 1944. године преузима команду над елитном оклопно-гренадирском „Гросдојчланд“ дивизијом, а 1. фебруара 1944. године унапређен је у генерал-пуковника. Под његовом командом дивизија „Гросдојчланд“ је била ангажована у читавом низу веома кризних одбрамбених битака дуж линије Источног фронта западно од Кировограда.
Један оклопни пук дивизије „Гросдојчланд“ учествовао је у биткама за пробијање „џепа“ код Черкасија крајем јануара и почетком фебруара, док је остатак дивизије био заузет тешким борбама од Дњестра до северне Бесарабије. 4. марта трупе Првог, Другог и Трећег украјинског фронта отпочињу велику офанзиву целом дужином фронта Групе армија „Југ“ због чега дивизија „Гросдојчланд“ бива премештена у Кировоград, ради ојачања слабе тачке фронта пре но што је била повучена југозападно у Ровно. 16. марта дивизија почиње премештање ка Дњестру и до краја марта улази у Румунију где је била реорганизована.
Током априла дивизија „Гросдојчланд“, као део 57. оклопног корпуса, учествовала је у одбрамбеним биткама у околини Јашија, укључујући и прву битку за Таргу Фрумош, од 9. до 12. априла споро одступајући ка самом Таргу Фрумошу у Молдавији. Борбе у овој области беснеле су дуже од месец дана. Фон Мантојфел је вешто користећи своје трупе у еластичној одбрани организовао више одбрамбених акција у северној Румунији и тако зауставио даљи продор снага Црвене армије под командом совјетског маршала Ивана Коњева у Румунију. Обновљена офанзива Црвене армије отпочела је 2. маја пре свега с циљем да пробије положаје дивизије „Гросдојчланд“ али и да напредује ка румунским нафтоносним пољима код Плоештија. Одбрамбене акције у другој бици за Таргу Фрумош биле су предмет многих НАТО анализа током Хладног рата.
Током друге битке за Таргу Фрумош од 2. до 8. маја 1944. године фон Мантојфел се први пут сусрео са новим совјетским тенковима типа ЈС-2 „Стаљин“.
„Код Таргу Фрумоша сам се први пут сусрео са тенком „Стаљин“. Они су били веома шокантно искуство јер и иако су „Тигрови“ почели да их погађају већ на 3000 метара њихове гранате су се одбијале од њих и нису успевале да им пробију оклоп све док им се нису приближили на 1500 метара. Али био сам у стању да парирам Русима бољим маневром и покретљивошћу као и бољом употребом копнене подршке.“ Фон Мантојфел је такође уочио да су тенкови „Стаљин“ имали неколико „слабости: спори, недовољно покретни; такође, по мом мишљењу, њихове посаде нису биле довољно упознате са тенком“.
Средином маја пешадија и извиђачки делови дивизије били су опремљени оклопним транспортерима и оклопним возилима, а поједини пукови су смањени са четири на три батаљона. Дивизија бива враћена на фронт где је одмах ангажована у борбама око Подула. Након тога је исцрпљена оклопно-гренадирска дивизија „Гросдојчланд“ била повучена у резерву ради опоравка и краћег одмора а почетком јула поново је била на фронт у северној Румунији.
Крајем јула дивизија „Гросдојчланд“ је била премештена у Источну Прусију која је постала угрожена након што је Црвена армија разбила Групу армија „Центар“ у операцији „Багратион“. Одатле је фон Мантојфел покренуо успешан али у људству и техници веома скупо плаћен контранапад у дубину Литваније с циљем да се стабилизује фронт. Напад је био неуспешан у настојању да се пробије и споји са „џепом у Курландији“ где се Група армија „Север“ нашла опкољена након десетковања Групе армија „Центар“. Дивизија „Гросдојчланд“ била је практично потпуно уништена током борби за „Мемелски мостобран“.
Занимљиво је нагласити да је Хасо фон Мантојфел носио обе манжетне ознаке – и немачког Афричког корпуса – „DAK“ и „Grossdeutschland“ на својој униформи.

### Западни фронт јесен-зима 1944.
1. септембра 1944. године фон Мантојфел добија унапређење у чин генерала оклопних трупа, а 9. септембра постаје командант 5. оклопне армије која се борила на Западном фронту – штитећи северне Вогезе између Линевила и Епинала – у саставу Групе армија „Г“ која се управо била извукла из јужне Француске под крајње тешким условима. У саставу Групе армија „Г“ налазиле су се још и 1. армија под командом генерала фон Кнобелсдорфа, у рејону Мец – Шато Сален и 19. армија под командом генерала Визеа која је штитила јужне Вогезе и Белфорски пролаз.
Команду над 5. оклопном армијом фон Мантојфел преузима 11. септембра. У том тренутку америчка 3. армија под командом генерала Џорџа С. Патона је наставила са офанзивом – отпочетом 4. септембра – након што је претходно скоро десет дана била принуђена да се заустави на десној обали Мозела услед недостатка горива. Амерички 12. корпус у саставу Патонове 3. армија је после веома жестоких борби са остацима немачке 1. армије – која се крајем августа састојала само од девет пешадијских батаљона, две батерије и десет тенкова – дуж Мозела успео 12. септембра да успостави мостобране преко Мозела северно и јужно од Нансија. Нанси је заузет 15. септембра али су америчке трупе пропустила одличну прилику да одмах брзо напредују ка Сарској области.
16. септембра генерал Патон је наредио 12. корпусу да без икаквог задржавања крене ка североистоку, стигне до Рајне у рејону Дармштата и образује мостобран на источној обали. Међутим, 12. корпус је одложио напредовање до 18. септембра да би очистио немачке преостале „џепове“ у близини Нансија и тако је немачкој 1. армији којој су пристизале 3. и 15. оклопно-гренадирска дивизија из Италије, као и веома исцрпљена 17. СС панцергренадирска дивизија Гоц фон Берлишинген дао времена да се концентрише на одсеку Шато-Салена. Поред тога, из Немачке је приспело и неколико полицијских батаљона и две нове дивизије „народних гренадира“.
У међувремену су се код Линевила водиле веома жестоке борбе, а само то место је неколико пута прелазило из руке у руку. Борбе су се водиле јужно од Меца, где је амерички 12. корпус био образовао мали мостобран преко Мозела. Потребно је истаћи да су у тим борбама учествовали и питомци немачке официрске школе у Мецу који су се веома херојски борили. 18. и 19. септембра је у борбу око Линевила била уведена немачка 5. оклопна армија; она је била прикупљена за планирани контраудар у америчку позадину, али је ситуација на Мозелу била тако критична да је фон Мантојфел наредио да и она ступи у борбу.
5. оклопна армија је извршила напад 18. септембра. Фон Мантојфел је тада под својом командом имао 15. оклопно гренадирску дивизију, 111. 112. и 113. оклопну бригаду као и 11. и 21. оклопну дивизију. Ради лакшег командовања тим снагама имао је на располагању штабове 47. и 58. оклопног корпуса. Стварна фон Мантојфелова ударана снага била је заправо веома мала. 21. оклопна дивизија није заправо уопште располагала тенковима и била је само другостепена пешадијска формација; 11. оклопна дивизија још је била у покрету из састава 19. армије и током повлачења из јужне Француске била је разбијена, док је 15. оклопно-гренадирска дивизија била ослабљена крвавим борбама; 112. оклопна бригада имала је само нешто мало тенкова, а 113. се налазила у покрету из рејона искрцавања у Сарској области. Према наређењу које је генерал-пуковнику Јоханесу Бласковицу била издала Главна команда „Запада“, а на Хитлеров захтев, 5. оклопна армија је требало да удари у бок америчке 4. оклопне дивизије, поврати Линевил и уништи амерички мостобран преко Мозела. Велика Хитлерова грешка била је настојање да се изврши контранапад пре но што би се прикупиле све расположиве снаге.
Дана 18. септембра су 15. оклопно-гренадирска дивизија и 111. оклопна бригада ушле у Линевил после жестокох борби, а 19. септембра је 113. оклопна бригада извршила одлучан напад на борбену групу „А“ 4. Оклопне дивизије код Аракура, северно од канала Марна – Рајна. Немачки тенкови типа „Пантер“ били су надмоћнији од америчких типа „Шерман“ али су Америкинаци имали врло јаку артиљеријску и противтенковску подршку. А када се подигла магла до изражаја је дошла и њихова ваздуша надмоћ. Напад је немачке снаге стајао скоро 50 тенкова а ништа није било постигнуто. Иако је фон Мантојфел протестовао, Бласковиц му је наредио да се напад понови 20. септембра. И поред свих фон Мантојфелових настојања америчке снаге у рејону Аракура су биле сувише јаке за 58. оклопни корпус у чијем саставу су биле 111. и 113. оклопна бригада, те су их принудиле да пређу у одбрану. Од тог тренутка је постојала реална опасност да ће амерички 12. корпус забити клин између 1. армије и 5. оклопне армије и да ће се Американци ускоро пробити ка Рајни.
21. септембра је постало јасно да се амерички 12. корпус мора задржати у рејону Шато-Салена, а према Хитлеровом наређењу требало је и ликвидирати амерички мостобран на Мозелу. 1. армија је добила наређење да буде спремна за напад својим левим крилом, а 5. оклопној армији је било наређено да продужи нападе на америчку 4. оклопну дивизију у рејону Аракура. 58. оклопни корпус требало је да напада снагама 111. оклопне бригаде; у међувремену јој је ради подршке била послата 11. оклопна дивизија из 19. армије.
22. септембра ујутру спустила се густа магла па су немачки тенкови били заштићени од савезничких ловаца-бомбардера. У почетку је напад 111. оклопне бригаде на Живелиз добро текао, али чим се небо разведрило савезнички ловци-бомбардери су се обрушили на немачке тенкове. Америчка артиљерија је отворилам јаку ватру, док су њихови тенкови кренули у снажан противнапад. Резултат је био тај да је 111. оклопна бригада стварно уништена и на крају дана је остала са 7 тенкова и 8 људи. Немачким командантима је било очигледно да је америчка ваздушна надмоћ довела њихове оклопне јединице у безнадежни положај и да се нормални принципи оклопног рата не могу применити на том бојишту.
Тешке борбе око Линевила биле су продужене и 22. септембра, а француска 2. оклопна дивизија вршила је јак притисак северно од Епинала. У међувремену се америчка 7. армија кретала из долине Роне ка левом боку немачке 19. армије, угрожавајући пролаз Белфор.
Дана 22. септембра Хитлер је поновио своје наређење да се морају уништити америчке снаге северно од канала Марна – Рајна, па су 24. септембра два пука 559. дивизије „народних гренадира“ подржана 106. оклопном бригадом, прешла у напад западно од Шато-Салена. Поново је био постигнут почетни успех, а затим су у 10:00 часова интервенисали савезнички ловци-бомбардери са уништавајућим ефектом. Предузети напад под оваквим околностима значио је једино губљење трупа, али Хитлера није ништа могло натерати да измени своју одлуку. Упркос личном апелу команданта „Запада“ фелдмаршала Герда фон Рундштета Хитлер је настојао да 11. оклопна дивизија нападне Американце код Аракура. Та дивизија је у том тренутку имала два пука оклопне пешадије, али само 10 тенкова – са остацима 58. оклопног корпуса, генерал-пуковник фон Мантојфел је за противнапад могао употребити око 50 тенкова.
Упркос свему томе, фон Мантојфел је 25. септембра имао доста успеха. Успео је да постигне изненађење упућивањем 11. оклопне дивизије северно од Аракура, где су немачке извиђачке снаге откриле да је амерички фронт био слабо поседнут. Срећа је била на немачкој страни јер су киша и облаци спречили Савезнике да употребе ловце-бомбардере, а када је 11. оклопна дивизија извршила дубок продор, употребио је и остатак 58. оклопног корпуса. Када је пао мрак фон Мантојфелове челне јединице налазиле су се на око три километра од Аракура.
Фон Мантојфел је 26. септембра извршио прегруписавање снага и 27. септембра је поновио напад. Велике борбе око Аракура трајале су три дана. Кишовито време користило је Немцима, а 11. оклопна дивизија је веома храбро покушавала да са положаја потисне америчку 4. оклопну дивизију којом је веома вешто комондовао генерал-мајор Џ. С. Вуд. 29. септембра снажно су интервенисали савезнички ловци-бомбардери и фон Мантофелов напад је био заустављен. Команданти на терену су од фон Рундштета тражили минимум три дивизије са одговарајућим оруђима за подршку не би ли могли да продуже нападе. Главна команда није имала никаквих резерви које би му могла дати јер је офанзива америчке 1. армије у правцу Ахена била у пуном замаху. Фон Рундштет је увидео да је ударна моћ Групе армија „Г“ била потпуно исцрпена и да се, упркос Хитлеровим наређењима, немачка контраофанзива мора зауставити. У оперативном извештају команда 58. оклопног корпуса оправдавала је свој неуспех изванредном надмоћношћу америчких трупа у артиљерији и авијацији.
Од 27. до 29. септембра 559. дивизија „народних гренадира“ нападала је на правцу Гремесејске шуме, западно од Шато-Салена и успела је да одбаци назад фронт америчке 35. дивизије. Фон Мантојфел је узалуд протестовао због чињенице да је 559. дивизија „народних гренадира“ била у саставу 13. СС корпуса и образовала је лево крило 1. оклопне армије уместо да је била стављена под команду 5. оклопне армије чиме би само једна армија и само један командант могао да руководи борбама у рејону Шато-Салена.
Иако је 29. септембра немачки напад био обустављен, америчка команда је била веома тешко поремећена, па се 30. септембра команда америчког 21. корпуса сложила са повлачењем 35. дивизије иза Сеја.
Потпуно независно од Хитлерових наређења немачки напади на амерички 12. корпус код Гремсеа и Аракура ипак су имали неко оправдање. 21. септембра све је указивало да су Американци одлучили да се пробију до Сарске области и Рајне, а генерал Патон би то и учинио да су му биле остављене одрешене руке. У то време немачки „Западни бедем“ још увек није био поседнут трупама и тамо се није могла организовати икаква ефикасна одбрана. Са немачке тачке гледишта могло би се рећи да су контранапади на челне јединице 12. корпуса обесхрабриле Американце за неко даље напредовање. Иако су Немце ти контранапади веома много коштали изгледа да су у том тренутку ипак постигли циљ и зауставили америчку 3. армију.
Након тих веома тешких борби у Лотарингији против 3. америчке армије под командом генерала Патона немачка 5. оклопна армија бива повучена у резерву близу немачке границе где почиње њено попуњавање ради предстојећих задатака у планираној Арденској офанзиви. Од 15. новембра до 16. децембра штаб 5. оклопне армије био је премештен из сектора Ахен на припреме Арденске офанзиве. Под маском лажних маневара немачка 15. армија, које је претходно била стационирана у Холандији, преузима ахенски сектор под лажним називом „Група армија фон Мантојфел“. Новоформирана 15. армија која преузима фронт у Холандији преузима лажни назив 15. армија. 5. оклопна армија, била је премештена источно од Рурске области преузима назив „Фелдјегеркомандо з. б. В“ ( ägerkommando z.b.V).
Током припрема за офанзиву у Арединима у касну јесен 1944. године фон Мантојфел је био у прилици да се 12. децембра састане са Хитлером. Са тог састанка је остало једно од најбољих сведочанстава о Хитлеровом стању у том периоду рата. Фон Мантојфел се касније сећао Хитлера „ … повијеног тела, са бледим, подбулим лицем, погрбљеног у столици. Његове руке су се тресле, а нарочито његова лева рука се тако силовито тресла да то уопште није могао да прикрије. Једном речју болестан човек… Када је ходао практично је једну ногу вукао за собом.“
И поред тога што је била одређена за подршку главном немачком напредовању током Арденске офанзиве или у западној историографији тзв. „Битке за избочину“ децембра 1944. године, 5. оклопна армија имала је задатак да напредује до и преко реке Мезе ка Бриселу и Антверпену, штитећи бок 6. СС оклопне армије.
Магловито време 16. децембра успешно је прикрило немачки напад и приковало за тло огромне савезничке ваздухопловне снаге. Припреме фон Мантојфелове 5. оклопне армије биле су изванредно брижљиве. Његове трупе су биле сјајно вођене, а њихов морал је био на висини. Пробијајући се кроз очајно збуњене америчке јединице челне колоне 5. оклопне армије брзо су напредовале дуж тешких и веома узаних арденских путева остваривши веома велике успехе и извршивши најдубљи пробој савезничких линија пробијајући се ка Мези код Динана. 5. оклопна армија извршила је и опкољавање америчких трупа у Бастоњу.
Ујутро 18. децембра врх оклопног клина 5. оклопне армије био је на мање од 30 km од Динана и Мезе а једине америчке трупе у њему био је штаб корпуса који се спремао за евакуацију. 20. децембра заузет је је и Уфализ. Међутим, 5. оклопна армија морала да обустави даље напредовање јер је главнина немачких снага предвиђених за даље напредовање остала далеко иза ње. Да је фон Мантојфел на одговарајући начин био подржан са севера, тешко би било рећи колико би се положај Американаца погоршао али 6. СС оклопној армији није ишло добро. 1. СС оклопна дивизија Телесна гарда Адолфа Хитлера дејиствовала је добро и за прва два дана извршила је пробој дубине 32 km, али су остале дивизије у 6. СС оклопној армији споро напредовале. Испоставиће се као велика грешка по Немце то што је Хитлер наредио да се на правцу главног удара употреби СС армија чији је командант обергрупенфирер Јозеф „Сеп“ Дитрих био веома храбар борац, али заправо није имао стварног разумевања за особености оклопног ратовања. Сем тога, упорна одбрана америчке 101. ваздушно-десантне дивизије и борбене групе „Б“ опкољене у Бастоњу, имали су паралишуће дејство на покрете фон Мантојфелових трупа.
Фелдмрашал фон Рундштет је, и поред великих почетних успеха, још од 22. децембра сматрао офанзиву неуспешном и са том констатацијом се сложио и фелдмаршал Валтер Модел. Фон Рундштет је саветовао Хитлера да се офанзива прекине због јаких снага које је ускоро требало извући из прве линије, како би се супротставиле Црвеној армија на Истоку. Хитлер о томе није хтео ни да разговара па су се тешки и одлучни напади продужили још неколико дана. На немачком јужном боку је тог дана у дејство ступила Патонова 3. америчка армија, а њени снажни напади су присилили фон Мантојфела да одвоји снаге за подршку немачкој 7. армији. Тиме је главни удар у правцу Динана изгубио замах. Веома уски планински путеви били су залеђени и претрпани транспортом, те су контранапади јединица америчке 9. армије извођени на северном боку.
На католичко Бадње вече, 24. децембра 1944. године, фон Мантојфел је схватио да је услед све већег јачања савезничког отпора и својих све већих губитака, нарочито код Бастоња и у тенковским биткама код Динана и Селеза, „наша офанзива достигла свој максимум … и да ми никада нећемо успети да постигнемо наш циљ.“ Због тога је предложио Хитлеру, преко његовог ађутанта начелника персоналног одељења Врховне команде Оружаних снага генерала Вилхелма Бургдорфа, да се, због све јачег отпора савезничких трупа и ускоро очекиване совјетске офанзиве на Источном фронту, немачке трупе повуку на тзв. „Западни бедем“. Хитлер је тај предлог одбио.
26. децембра Патонове трупе су ослободиле Бастоњ из окружења а небо изнад Ардена се разведрило и савезничко ваздухопловство је инервенисало са уништавајућим ефектом на немачки саобраћај и складишта. На залеђеним планинским путевима који су се пресијавали на Сунцу лежале су небројене поцрнеле олупине немачких возила.
29. децембра Хитлер се коначно сложио да се обуставе даљи напади, али о повлачењу није хтео ни да чује.
Најистакнутији положај 5. оклопној армији држала је 9. оклопна дивизија која се налазила у пошумљеним висовима северозападно од Уфализа. И поред снажних америчких напада на оба бока и велике опасности која јој је претила у „носу“ избочине, фон Мантојфел је 9. оклопној дивизији морао да нареди да остане где јесте али да се брани покретном тактиком.
Највећи део људства 9. оклопне дивизије сачињавали су Аустријанци а, упркос тешким губицима морал је био још увек висок. Оклопни пук је спао на 20 тенкова, а два пука оклопне пешадије су имала по 400 људи. Но, артиљеријски пук је био веома јак и доброг квалитета. 9. оклопна дивизија – а самим тим и најистуренији клин 5. оклопне армије – одбијала је све нападе до 5. јануара 1945. године када је коначно добила наређење да се повуче са тог безнадежног положаја ка истоку. У заштитници 5. оклопне армије било је много официра са Источног фронта који су, као и фон Мантојфел, знали све о проблемима кретања кроз снег и лед у условима непријатељске премоћи на копну и у ваздуху. Преко дана је оклопна заштитиница давала отпор на изабраним положајима, а сви покрети су били извођени ноћу како би се избегли савезнички ловци-бомбардери. Но, и поред свега концентрична артиљеријска ватра на немачке бокове проузроковала је знатне губитке. Око половине јануара 9. оклопна дивизија се у потпуности повукла на реку Ур, где је 5. оклопна армија чврсто задржала полазне положаје за Арденску офанзиву.
Захваљујући подацима које је ухватила једна немачка радио-прислушна јединица а који су веома јасно указивали да Американци почињу да довлаче јаке снаге које ће прво зауставити а затим одбацити немачке снаге фон Мантојфел је успео да повуче 5. оклопну армију и уклони је пред америчком контраофанзивом. Слушајући амерички радио-саобраћај та радио-прислушна јединица је могла да схвати да велики део америчких појачања контролише један батаљон војне полиције 1. армије, притом пазећи да се покрети обављају рутама које је била одредила виша савезничка команда. Немци су веома брзо могли да установе да команда полицијског батаљона емитује поруке о тим рутама, у шифри коју су Немци могли да читају, свим контролним пунктовима, а треба узети у обзир да су немачке снаге знале отприлике за 35 таквих пунктова и да су касније открили још 22 пункта од којих су многи били на раскрсницама француских путева прве категорије. У ухваћеним радио-порукама могло се лепо видети да Американци наводе име јединице, време и место њеног проласка, руту којом се мора кретати, просечну брзину кретања, број возила у колони, одредиште и време доласка на циљ. Касније је немачка команда Западног фронта била проценила да је било ухваћено преко 90% радио-саобраћаја тог америчког батаљона војне полиције и да је због тога успела да сазна руте свих ангажованих америчких јединица. Захваљујући томе Немци су тачно знали које америчке јединице долазе да буду убачене у арденску операцију, где ће бити убачене у борбу итд.
18. фебруара 1945. године због великих заслуга фон Мантојфел бива награђен Витешким Крстом са Храстовим лишћем, Мачевима и Дијамантима.

### Источни фронт 1945. године и крај рата
Након неуспеха Арденске офанзиве 10. марта бива постављен на место команданта 3. оклопне армије у саставу Групе армија „Висла“ која је покушавала да успори совјетско напредовање ка Берлину. Северно крило фронта Групе армија „Висла“ је држала 3. оклопна армија и положаје у дужини од око 150 km - од обале Балтичког мора северно од Штетина до састава канала Хоенцолерн и Одре, отприлике 45 km севроисточно од Берлина бранећи Западну Померанију и прилаз Берлину са северозапада. Даље ка југу, до ушћа Нисе у Одру, преосталих 130 km фронта држала је 9. армија под командом дугогодишњег начелника штаба фелдмаршарала Ериха фон Мајнштајна, генерала пешадије Теодора Бусеа.
С обзиром да је цела Група армија „Висла“ имала премало топова и муниције, командант Групе армија „Висла“ генерал-пуковник Готхард Хајнрици је нардио да се противавионски топови употребе као пољски. Тиме је знатно била ослабљена заштита од совјетских ваздушних напада, али је Хајнрици сматрао да ће ти топови на бојишту бити много боље искоришћени. И заиста, тим потезом ситуација се знатно побољшала. Само из области града Штетина фон Мантојфелова 3. оклопна армија добила је 600 противавионских топова. Било је надасве неопходно да се ти топови поставе у бетонске ампласмане јер су били претешки и гломазни да би могли бити постављени на возила, али су њима ипак биле попуњене празнине.
Генерал-пуковник Хајнрици није ни најмање сумњао да ће главнина совјетских снага Првог белоруског фронта под командом маршала Георгија К. Жукова која је стајала директно насупрот Берлину, уз помоћ Другог белоруског фронта под командом марашала Константина Г. Рокосовског на северу и Првог украјинског фронта под командом маршала Ивана Стјепановича Коњева на југу ударити на 9. армију која је држала средишњи део фронта на Одри. Међутим, много више га је забрињавало то што ће нападом бити захваћено и јужно крило фон Мантојфелове 3. оклопне армије који су држале трећеразредне једнице – старци из Фолксштурмa и дечаци из Хитлерјугенда, неколико мађарских јединица и неколико дивизија совјетских добровољаца – чија је лојалност веома пуно долазила у питање – под командом генерала Андреја Власова. Услед свега тога 9. армија је била у бољем положају, док је 3. оклопна армија практично била неспособна да се бори.
Ватрена моћ фон Мантојфелових трупа, бар оних на северном и централном сектору фронта била је веома ниска. Те јединице уопште нису располагале артиљеријом. Противавионски топови не могу да замене пољску артиљерију и поред тога није било довољно муниције за њих. 3. оклопна армија је за у том тренутку релативно сигуран положај имала да захвали само разливеним водама реке Одре. Знало се да, чим водостај буде опао, Совјети неће оклевати да нападну и 3. оклопну армију.
Трупе марашала Жукова требало је да освоје Берлин, а после да напредују све до Елбе. Маршал Коњев је требало да пређе у напад истог дана када и Жуков, уништи немачке снаге на јужним прилазима Берлину а затим да своје трупе усмери ка западу и сретне се са Американцима. Трупе Другог белоруског фронта маршала Рокосовског које су биле концентрисане дуж доњег тока Одре до обале Балтичког мора, северно од маршала Жукова, нису биле предвиђене овим планом да учествују у нападу на Берлин. Маршал Рокосовски је требало да пређе у напад касније и да напредује кроз северну Немачку до сусрета са Британцима. Сва три совјетска фронта имала су укупно 15 пешадијских и шест до седам оклопних дивизија са укупно 1593000 војника.
У тренутку напада Првог белоруског фронта на Групу армија „Висла“, 16. априла 1945. године у 04:00 часова генерал-пуковник Хајнрици је располагао са мање од 700 употребљивих тенкова и самоходних топова који су били распоређени у различите јединице 9. и 3. оклопне армије. Да му 5. априла Хитлер није одузео четири оклопне дивизије и пребацио их Групи армија „Центар“ под командом свог миљеника фелдмаршала Фердинанда Шернера, Хајнрици би тада имао седам оклопних дивизија. Требало је што пре установити када ће трупе Другог белоруског фронта маршала Рокосовског прећи у напада на фон Мантојфелову 3. оклопну армију.
До 17. априла фронт Групе армија „Висла“ остао је непромењен само на сектору који је држала 3. оклопна армија јер она није била захваћена офанзивом маршала Жукова и Коњева, иако је фон Мантојфел сваког тренутка очекивао напада Другог белоруског фронта. Такође се и некако држао сам јужни сектор Бусеове 9. армије али је општа дезинтеграција почела да захвата и тај део одбрамбене линије.
Генерал-пуковник фон Мантојфел, као ни генерал-пуковник Хајнрици, никада није потцењивао Совјете, јер је толико времена провео борећи се против њих. У свом извиђачком авиону „Физелер Шторх“ летео је свакодневно изнад Одре и проучавао Совјете. Војници под командом маршала Рокосовског нису се ни најмање трудили да сакрију припреме за напад. Артиљеријске и пешадијске јединице отворено су излазиле на положаје. Фон Мантојфел се дивио совјетском самопоуздању. Већ данима је надлетао њихове линије а нико од њих се није удостојио ни да подигне главу ка небу. 
Фон Мантојфел је био свестан да, када напад буде отпочео, неће бити у стању да дуго пружа отпор. Био је генерал оклопних јединица које нису имале тенкове. Да би бар некако задржао напредовање маршала Жукова на сектору 9. армије Хајнрици је 3. оклопној армији одузео оних неколико остатака оклопних дивизија које су му биле преостале. Узео их је из 3. СС оклопног корпуса који је држао јужни крај његовог сектора у шумама код Еберсвалдеа. СС обергрупенфирер (генерал) Феликс Штајнер, кога су официри Вермахта сматрали за једног од најбољих међу високим официрима СС-а, свечано је јавио фон Мантојфелу да је, додуше, остао без тенкова али да је зато добио друга појачања. „Управо сам добио 5000 пилота Луфтвафеа и сваки од њих носи Витешки крст око врата. Реците ми шта да радим с њима?“
Показујући свом штабу ратну карту фон Мантојфел је рекао: „Нимало не сумњам да на Хитлеровој карти стоји заставица на којој пише 7. оклопна дивизија иако је она стигла овамо без иједног тенка, камиона, артиљеријског наоружања или барем митраљеза. Имамо армију слабости.“
Осматрајући совјетске припреме, фон Мантојфел је закључио да се главни удар може очекивати око 20. априла. Знао је тачно шта ће да уради. Држаће се колико буде могао а онда ће се повући „корак по корак, раме уз раме са војницима, чак на запад“. Фон Мантојфел није намеравао да допусти да макар и један његов војник буде заробљен од стране Црвене армија.
Као што је генерал-пуковник фон Мантојфел и претпостављао армије Другог белоруског фронта су отпочеле офанзиву против 3. оклопне армије 20. априла 1945. године која није имала снаге да заустави Совјете. До 21. априла у поноћ захваљујући само фон Мантојфеловој вештини вођења рата 3. оклопна армија је успела да постигне чак и одређене успехе против вишеструко надмоћнијих снага маршала Рокосовског, али је командант Групе армија „Висла“ генерал-пуковник Хајнрици знао да је само питање времена када ће и фон Мантојфел бити приморан на повлачење.
Дана 21. априла Хитлер је сматрао да је пронашао решење за одбацивање совјетских снага од Берлина и њихов „коначни и највећи пораз“. Трупе под командом СС обергрупенфирера Штајнера требало је са својих положаја јужно од Еберсвалдеа на јужном крилу 3. оклопне армије сместа да крену у контранапад ка југу и одсеку својстске снаге које су се приближавале Берлину. Тим контранападом била би затворена бреша која је настала распадом северног крила Бусеове 9. армије. На Фиреровој карти продор маршала Жукова био је стрелица усмерена ка Берлину, са базом на Одри, а на северном боку Жуковљевих снага стајала је заставица са натписом „Група армија Штајнер“. Тим нападом требало је да поново буде успостављена веза између 3. оклопне и 9. армије. Заједно са Штајнеровим нападом истовремено је и 9. армија требало да нападне јужно крило Првог белоруског фронта.
Међутим, СС обергрупенфирер Штајнер практично није имао трупа од тренутка када је генерал-пуковник Хајнрици одлучио да остатке оклопних трупа 3. оклопне армија пребаци у састав 9. армије. Након тога Штајнер је добио задатак да прикупља јединице из 9. армије које су совјетским нападом биле одбачене на север. На несрећу по Немце свеопшта збрка на фронту и недостатак времена онемогућили су окупљање довољних снага да „Група Штајнер“ може кренути у било какву акцију. Заправо, никаква „Група Штајнер“ у том тренутку није постојала, али је такав назив био заставица на Хитлеровој карти. На терену прикупљене снаге „Групе Штајнер“ била је тек нешто више од снаге корпуса али много мање од некакве „армијске групе“.
Хитлер је ради подршке СС обергрупенфиреру Феликсу Штајнеру доделио и три дивизије 101. корпуса 9. армије – 9. СС полицијску дивизију, 5. ловачку дивизију и 25. оклопно-гренадирску дивизију. Ове три дивизије налазиле су се северно од канала Финов, 24 km источно од Берлина, на северном боку пробоја Првог белоруског фронта. 56. оклопни корпус под командом генерал-мајора Карла Вајдлинга који се још увек налазио источно од Берлина са северним крилом изнад самог Вернојхена такође је требало да учествује у овом контранападу.
Хитлер је у телефонском разговору наредио Штајнеру да нападне северно крило велике бреше коју је направио Први белоруски фронт. Поред тога обергрупенфирер Штајнер сместа је требало да расформира Герингову приватну армију у његовој резиденцији у „Каринхалу“ и пошаље је у битку а поред тога и да упути у напад све војнике који су се налазили између Берлина и Балтичког мора, све до Штетина и Хамбурга. Када се СС обергрупенфирер Штајнер томе успротивио рекавши да су трупе под његовом командом скоро потпуно неискусне и и упитао где би тачно требало да изврши напад, Фирер му није ништа одговорио – спустио је слушалицу.
Штајнер је назвао Хајнриција и обавестио га да је Фиреров план неизводљив зато што су и 5. ловачка и 25. оклопно-гренадирска дивизија у дефанзивном распореду и да се не могу прегруписати за напад све док 2. дивизија морнаричке пешадије не стигне с обале и смени их на положајима. Располагао је само са два батаљона 4. СС полицијске дивизије али они нису имали оружја за било какав озбиљнији напад.
У очајању Штајнер је назвао начелника штаба Врховне команде Копнене војске генерал-мајора Ханса Кербса и покушао да му објасни свој положај и то да он уопште нема трупе, када се у разговор био умешао Хитлер и поново му рекао да ће Совјети пред Берлином доживети свој највећи пораз.
Када је Хитлерово безумно наређење стигло до фон Мантојфела он је био очајан. О томе је обавестио генерал-пуковника Хајнириција који је одмах назвао генерал-мајора Кребса и рекао му да Штајнер нема снага за такав напад. Покушао је чак и да предложи да буде смењен с положаја команданта Групе армија „Висла“ одбијајући да прихвати то наређење, међутим није успео да измени Хитлерово наређење.
22. априла Хитлер је још више закомпликовао све безнадежнију ситуацију око Групе армија „Висла“ а нарочито њене 9. армије коју су Совјети скоро потпуно били опколили, одсекавши је од армија на њеном левом и десном крилу и којој је је уништење било све извесније. Наиме, тог дана Хитлер је наредио генерал-пуковнику фон Мантојфелу да његова 3. оклопна армија одбаци снаге марашала Рокосовског натраг, преко Одре. Та наредба је била толико далеко од реалности да су и фон Мантојфел и Хајнрици могли једноставно само да је пренесу својим члановима штаба.
До 25. априла практично све што је било остало од Групе армија „Висла“, након што се северни бок 9. армије распао чиме је она била потпуно окружена трупама маршала Жукова, била је фон Мантојфелова 3. оклопна армија. Фон Мантојфел се веома жилаво бранио, али центар његовог фронта остао је опасно избочен. А оно што је још више компликовало и онако лошу ситуацију било је то да су Жуковљеви тенкови који су надирали дуж његовог јужног бока и нашли су се у таквој ситуацији да су могли сваког тренутка да скрену ка северу и опколе фон Мантојфелову армију. Једине снаге које су им стајале на путу биле су на брзину окупљене јединице под командом СС обергрупенфирера Штајнера.
Хитлеровим планом за ослобођење Берлина било је предвиђено да Штајнер крене у напад ка југу и пресече совјетске колоне са једне стране града, док би 9. и 12. армија на другој страни, када би се спојиле кренуле ка северу. У теорији план је и био остварив, али на терену није имао никакве изгледе на успех, а један од главних негативних фактора био је сам СС обергрупенфирер Штајнер. „Непрестано је проналазио нове изговоре зашто не прелази у напад. Постепено сам стицао утисак да ту нешто није у реду“, причао је након рата генерал-пуковник Хајнрици.
Командант Групе армија „Висла“ је знао да Штајнер нема довољно снага да се пробије до Шпандауа како је захтевао Хитлер, али Хајнрици је желео да без обзира на то пређе у напад. Толико снага да може успорити Жуковљево напредовање Штајнер је ипак имао. Ако би извео напад, могао би да спречи да Совјети опколе фон Мантојфелову армију. Тако би Хајнрици добио време које му је било неопходно да повуче своје снаге корак по корак до Елбе. Све што је сада могао да учини било је да покуша да спасе људство јер било и више но очигледно да ће се кроз неколико дана Рајх потпуно распасти. Генерал-пуковник Хајнрици је строго чувао ратну карту на којој је био одредио пет праваца север-југ који су означавали линије повлачења, од Одре до Западног фронта. Прва линија носила је ознаку „Вотан“, друга „Уекер“, док су остале три биле означене бројевима. Линије су биле међусобно удаљене 25 до 30 km. Генерал-пуковник фон Мантојфел се тада налазио на линији „Вотан“. И он и Хајнрици су се питали колико се ту могу одржати.
Дана 25. априла ујутру Хајнрици је посетио фон Мантојфела у његовом штабу. Након формалног разговор са члановима штаба 3. оклопне армије њих двојица су отишли у малу врт иза фон Мантојфеловог штаба, где је командант 3. оклопне армије смркнутог лица тихо изјавио: „Више се не могу држати. Без тенкова, без противтенковских топова и са неискусним војницима, без транспортних средстава, зар може још било ко очекивати да се још држим?“
„Колико се још можете држати?“, упитао је Хајнрици.
Фон Мантојфел је завртео главом о одговорио: „Можда још један дан.“
Да би извукао 3. оклопну армију команданту Групе армија „Висла“ било је најважније да сазна шта намерава да уради СС обергрупенфирер Штајнер. Успео да га пронађе у штабу 25. оклопно-гренадирске дивизије у Насенхајдеу. Ту је поред Штајнера затекао и генерал-пуковника Алфреда Јодла, начелника оперативног одељења Врховне команде Оружаних снага. Њих двојица су увелико расправљали како би Штајнер требало да изведе напад и сада је то требало да се понови.
Генерал-пуковник Јодл је тврдио да су то првокласне и прекаљене трупе и да им је борбени морал на висини док је СС обергрупенфирер Штајнер запањено гледао у Јодла. Када је генерал-пуковник Хајнрици упитао Штајнера зашто не напада и због чега поново одлаже напад Штајнер му је одговорио: „Ствар је сасвим једноставна. Ја једноставно немам трупе. Не постоје ни најмањи изгледи за успех. Моје целокупне снаге састоје се од шест батаљона, укључујући и оне из састава једне СС полицијске дивизије, плус 5. оклопна дивизија, плус 3. морнаричка дивизија“.
„На морнаре могу слободно да заборавим“, наставио је Штајнер. „Сигуран сам да су сјани на бродовима, али за овакав начин ратовања они једноставно нису увежбани. Артиљерије готово и немам, имам само неколико тенкова и неколико противавионских топова“. На крају је додао: „Рећи ћу вам шта имам – имам измешану гомилу која никада неће стићи од Германдорфа до Шпандауа“.
„У реду, Штајнер“, рекао је Хајнрици хладно. „Мораћете, ипак, прећи у напад – за Вашег Фирера“.
Штајнер га је бесно погледао и викнуо: „Он је и Ваш Фирер!“
Одлазећи са Јодлом, Хајнрицију је било потпуно јасно да СС обергрупенфирер Штајнер уопште не намерава да пређе у напад.
Истог дана совјетске трупе успевају да се пробију до места на коме се у том тренутку налазио штаба 3. оклопне армије и убију четворицу а ране још исто толико припадника фон Мантојфеловог штаба. Пре но што су успели да нанесу још већу штету људству његовог штаба генерал-пуковник фон Мантојфел лично је упуцао једног црвеноармејца а другог успео да обори својим бајонетом.
Неколико часова касније фон Мантојфел је назвао команданта Групе армија „Висла“ у његовом штабу у Биркенхејну. По гласу је Хајнрици могао да схвати да је командант 3. оклопне армије очајан јер су трупе 2. белоруског фронта и поред веома жилавог отпора успеле да пробију положаје 3. оклопне армије и успоставе мостобран јужно од Штетина као и да прођу кроз мочвару Рандо.
„Потребно ми је ваше допуштење да се повучем из Штетина и Швета. Не могу се више држати. Ако се одмах не повучем, остаћемо опкољени.“, рекао је фон Мантојфел.
Према наређењу које је у јануару издао Хитлер својим вишим заповедницима они су били „лично одговорни Фиреру“ и нису смели да одобре повлачење нити да уступе непријатељу територију а да о томе претходно не обавесте Хитлера који је једини могао да донесе такву одлуку. И поред тога генерал-пуковник Хајнрици је ипак рекао фон Мантојфелу: „Повуците се. Јесте ли ме чули? Рекао сам да се повучете. И чујте, фон Мантојфел, повуците се истовремено и из тврђаве Штетин.“ Такође није желео да зарад неостваривих циљева одбране жртвује дивизију лоше наоружаних и необучених, седамнаестогодишњих морнаричких регрута и изјавио је да нема намеру да изда наређење за одбрану Свинеминдена ( ünden).
Након тога је позвао пуковника Ханса Георга Ајсмана и свог начелника штаба Тила фон Троту и рекао им да обавесте Врховни команду оружаних снага да је наредио 3. оклопној армији да се повуче. После неколико тренутака размишљања додао је и: „Док порука стигне до њих биће прекасно да пониште моју наредбу“.
Због свеопштег хаоса који је из из часа у час све више захватао Нацистичку Немачку, начелнику штаба Врховне команде Оружаних снага, фелдмаршалу Вилхелму Кајтелу требало је више од 48 часова да сазна да је генерал-пуковник Хајнирци наредио генерал-пуковнику фон Мантојфелу да се повуче. Био је непосредни сведок тог повлачења. Возећи се кроз сектор 3. оклопне армије са запрепашћењем је установио да су се војници 7. оклопне и 25. оклопне-гренадирске дивизије свуда повлачили ка северу са петнаест пута јачим непријатељем иза себе. Бесан, наредио је Хајнирицију и фон Мантојфелу да дођу на конфернецију која ће се одржати на једној раскрници близу у близини градића Фирстенберга, између градова Нојстерлица и Нојбранденбурга, северозападно од Берлина.
Када је фон Мантојфелов начелник штаба генерал-мајор Буркхарт Милер-Хилебранд ( üller-Hillebrand) добио позив за овакав састанак прво се изненадио и затим и веома забринуо зашто је било наређено да се састану на раскрсници, зашто напољу, на отвореном? Хитно је сазвао саветовање са осталим официрима штаба.
Када су Хајнрици и фон Мантојфел стигли својим колима на раскрсницу Фелдмаршал Кајтел их је већ чекао са својом свитом. Кајтел је са великом муком суздржавао бес – био је намрштен и нервозно је ударао маршалском палицом по длану руке у меканој рукавици. Фон Мантојфел га је поздравио, а Хајнрици је ћутке само салутирао. Без и најмањег увода Кајтел је почео да виче: „Зашто сте издали наређење за повлачеење? Наређено нам је да останемо на Одри! Фирер Вам је наредио да се држите! Наредио Вам је да се не мичете с места!“. Показавши палицом у Хајнриција – „А Ви сте ипак наредили повлачење!“
Хајнрици није ништа одговорио. Фелдмаршал Кајтел, румен у лицу од беса позвао је Хајнриција на одговорност. Када се Кајтел био „испуцао“, како је то касније посведочио фон Мантојфел, „Хајнрици је савршено мирно објаснио ситуацију, износећи сасвим логичне аргументе.“ „Кажем Вам, фелдмаршале, са снагама које имамо не можемо се одржати на Одри. Не желим узалуд да жртвујем њихове животе. Осим тога, и овако ћемо морати да се повучемо још даље.“
У дискусију се тада умешао и фон Мантојфел, покушавајући да објасни тактичку ситуацију која је условљавала повлачење. „Жао ми је што Вам морам рећи да је генерал Хајнрици у праву. Уколико не добијем појачања, мораћу да се повучем још даље. Дошао сам да чујем хоћу ли их добити или нећу.“
Кајтел је на то напросто експлодирао. „Нема никаквих резерви! Ово је Фирерово наређење! Сместа прекините повлачење и окрените армију према непријатељу!“
„Фелдмаршале“, рекао је Хајнрици, „док сам ја командант такво наређење фон Мантојфелу нећу издати!“ Фон Мантојфел је на то додао: „Фелдмаршале, 3. оклопна амрија слуша само наређењеа Хасоа фон Мантојфела.“
У том тренутку фелдмаршал Кајтел је био потпуно изгубио контролу над собом. Скоро љубичаст у лицу оптужио је Хајнриција за неизвршавање наређења, издају, кукавичлук и саботажу. Фон Мантојфел се касније сећао да је Кајтела „ухватио такав напад беса да ни Хајнрици ни ја нисмо разумели шта запарво говори.“ На крају је дрекнуо: „Сносићете за тај потез одговорност пред историјом!“ 
Изненада и фон Мантојфел је изгубио живце: „Породица фон Мантојфел се борила за Прусију две стотине година и увек је примала на себе одговорност за све што је радила. Ја, Хасо фон Мантојфел, радо преузимам на себе одговорност!“
Међутим, Кајтел се окомио на Хајнриција и рекавши му да је испољио и превише слабости, додао: „Ви сте одговорни! Ви! Да сте као Рендулиц у Бечу стрељали неколико хиљада дезертера или их обесили на дрвеће, ситуација би сада била другачија, Ваша Група армија не би овако безглаво бежала!“
Хајнрици се тада окренуо и показао руком на пут којим су се повлачиле фон Мантојфелеове трупе и одговорио: „Могу само да Вам кажем фелдмаршале, да ако желите да вратите ове људе да буду побијени, зашто то сами не учините?“
Фон Мантојфелу се учинило да је Кајтел „претећи закорачио према Хајнрицију“ и узвикнуо: „Генерале Хајнрици, од овог тренутка сте ослобођени дужности команданта Групе армија „Висла“. Вратите се у свој штаб и тамо сачекајте долазак свог наследника!“
Након тога Кајтел се окренуо, ушао у свој аутомобил и одвезао се. У том тренутку из шуме је изашао генерал-мајор Милер-Хилебранд са својим члановима штаба, сви са аутоматима у рукама. „Учинило нам се да би могло бити гужве“, изјавио је касније Милер-Хилебранд.
Иако су због неостваривих циљева и великих увреда присутни виши официри очекивали Хајнрици није наредио да се ухапси фелдмаршал Кајтел. Фон Мантојфел је проценио да опасност од „гужве“ још није прошла и понудио је генерал-пуковнику Хајнрицију да га штити „до краја“, али је Хајнрици одбио. Војнички је поздравио официре, ушао у свој аутомобил и рекао шоферу да га вози у штаб.
Убрзо након овог догађаја место команданта Групе армија „Висла“ било је понуђено фон Мантојфелу који је одбио такво унапређење наводећи лоше поступке према Хајнрицију.
Генерал-пуковник фон Мантојфел је успео да 3. оклопну армију повуче до Мекленбурга где се 3. маја 1945. године предала западним Савезницима.

### После рата
Генерал-пуковник фон Мантојфел је био био у савезничом логору за ратне заробљенике све до септембра 1947. године. Након ослобађања улази у политику и од 1953. до 1957. године фон Мантојфел је био члан Бундестага као посланик Либерално Демократске Партије.
Почетком педесетих година XX века фон Мантојфел је препоручивао обнову немачких оружаних снага - Бундесвера.
1959. године против фон Мантојфела је подигнута оптужба јер је 1944. године издао наређење да стреља један деветнестогодишњак који је дезертирао. Због тога је осуђен на 18 месеци затвора, али је пушен након четири месеца.
Говорио је течно, штавише перфектно, енглески, и био је почасни гост САД посетивши Пентагон а на позив председника Двајта Д. Ајзенхауера, Белу Кућу. 1968. године држао је предавање на Војној академији Сједињених Држава Вест Поинт, и радио је као стручни сарадник на ратним филмовима и један је од главних ликова у књизи Корнелијуса Рајана „Последња битка“. Такође се појављује и у документарној серији „Свет у рату“.
Барон Хасо фон Мантојфел је умро 24. септембра 1978. године у месту Рајт им Алпбахтал у Тиролу, у Аустрији.

### Приватни живот
Био је ожењен са Армгардом фон Клајст, братаницом фелдмаршала Евалда фон Клајста, са којом се венчао 23. јуна 1921. године. Имали су двоје деце.
Freiherr је титула, преводи се са барон, није средње име. Женски облик је Freifrau или Freiin.

## Одликовања
- Аустријски крст за ратне заслуге – четвртог реда
- Баварски крст за ратне заслуге – трећег реда
- Сребрна значка Оклопних јединица – другог реда
- Крст за ратне заслуге – другог реда
- Манжетна ознака „Африка“
- Сребрна рањеничка значка
- Гвоздени крст (1939) Првог и Другог реда
- Витешки крст са Храстовим лишћем, Мачевима и Дијамантима
- Витешки крст (31. децембар 1941. г.)

- 332-ги носилац Храстовог лишћа (23. новембар 1943. г.)
- 50-ти носилац Мачева (22. фебруар 1944. г.)
- 24-ти носилац Дијаманата (18. фебруар 1945. г.)
Био је споменут четири пута у Извештајима Вермахта – 8. октобра 1943; 16. новембра 1943; 14. марта 1944; 8. маја 1944. )